# 간사이 6대학 야구 연맹
간사이 6대학 야구 연맹(일본어: 関西六大学野球連盟 칸사이로쿠다이가쿠야큐렌메이[*], 영어: KANSAI6 BASEBALL LEAGUE)은 일본의 간사이 지역에 있는 6개 대학의 야구부로 구성되어 있는 대학 야구 리그이다. 전일본 대학 야구 연맹 산하에 속해 있다.

## 역사
간사이 6대학 야구 연맹의 탄생에는 복잡한 사연이 얽혀 있다.
1931년 가을에 결성된 간사이 여섯 학교 야구 연맹으로 시작해 간사이 대학, 간사이 가쿠인 대학, 도시샤 대학, 리쓰메이칸 대학, 교토 제국대학(현재의 교토 대학), 고베 상업대학(현재의 고베 대학)의 6개교만으로 구 간사이 6대학 야구 연맹이 탄생했다. 이후 간사이 지역의 구 연맹에 참가했던 6개교 이외의 대학 야구부가 속한 연맹들이 모인 긴키 지구 대학 야구 연맹에 거듭해서 합병되고 전복되는 등으로 1962년 구 연맹 소속 학교들을 최상위 리그에 두고 긴키 지구 대학 야구 연맹은 교체전으로 융합된 특수한 형태의 간사이 대학 야구 연맹이 결성되었다. 그러나 약 20년간 이어져 오던 결속도 간사이 6대학 리그의 창설 학교 중 이른바 칸칸도리츠(関関同立)를 중심으로 한 전통있는 학교들 사이에서 1968년 이후 오랫동안 간사이 6대학 리그가 결성되지 않아 전통의 칸칸도리츠센을 공식 리그에서 할 수 없는 것에 대한 불만이 나왔다.
1981년 춘계 리그에 간사이 가쿠인 대학이 복귀했다. 13년 만에 칸칸도리츠가 갖추어 진 것도 잠시, 가을의 교체전에서 리쓰메이칸 대학의 강등이 결정되었다. 1982년에 간사이 6대학 야구 리그의 교체전 중지를 결정하고 간사이 대학 야구 연맹은 해체를 맞이했다.
이후 고정화된 6대학 리그의 구성 대학의 선택을 놓고 사태가 복잡하게 전개되었다. 교체전 동결시의 간사이 6대학 소속 대학에 구애받지 않는 칸칸도리츠 등 6개교를 주장하는 측과 교체전 동결시의 소속 학교를 중심으로 선택해야 한다고 주장하는 측이 첨예하게 대립했다. 그 결과 칸칸도리츠를 포함해 6개교를 주장했던 간사이 대학·간사이 가쿠인 대학과 교체전으로 가입했던 긴키 대학이 간사이 6대학 야구 연맹에서 탈퇴하게 되었다. 이로 인해 연맹 이사장이 리그 해산을 선언했다. 이에 탈퇴에 반대하던 도시샤 대학도 탈퇴 대학들의 새로운 리그 창설의 호소에 동조해 이탈했다. 이전의 하부 리그였던 게이지 대학 야구 연맹에 소속되어 있던 칸칸도리츠 중 하나인 리쓰메이칸 대학 및 구 연맹의 교토 대학을 포함한 6개 대학이 새로운 리그를 결성하기로 합의했다. 이 대학들은 일단 해산한 간사이 6대학 야구 연맹의 부활을 선언했고 명칭도 그대로 가는 것으로 결정했다. 또한 애초에 구 연맹에 참가했던 고베 대학에도 참가를 권유했으나 고베 대학은 긴키 대학 야구 연맹에 남기로 결정했다.
한편 남은 두 대학(오사카 상업대학과 교토산업대학)은 리그 해산은 무효이며 다른 4개 대학은 자발적으로 탈퇴한 것이라고 주장하며 연맹을 계속 유지하기 위해 새로운 리그 결성조 이외의 연맹에 소속되어 있던 5개 대학에 호소하여 이에 응한 4개 대학을 추가해 연맹의 상속을 선언했다. 이것이 현재까지 이어지는 간사이 6대학 야구 연맹이다.
결성 당시에는 구 연맹의 상속과 협회의 유지를 목표로 했으나 결과적으로는 이전 하부에 속했던 각 연맹의 동의를 얻지 못하고 실질적으로 6개 대학이 단독으로 새로운 리그를 결성한 모습이 되었다. 따라서 연맹 깃발과 연맹 규약, 영어 이름도 전혀 일신되어 연맹의 결성 시기도 연합 해체 후인 1982년이 되고 있다. 그러나 탈퇴한 대학들이 새롭게 설립한 리그가 당초 기대했던 간사이 6대학 야구 연맹의 명칭을 양보한 것은 고사하고 새로운 리그는 부득이하게 간사이 학생 야구 연맹이라는 명칭을 자칭하게 되었다.

## 연혁
- 1982년 - 교체전 폐지 문제로 인해 간사이 대학 야구 연맹이 해체함. 재편의 결과 새롭게 간사이 6대학 야구 연맹을 발족. 전일본 대학 야구 선수권 대회의 출전권은 연합 시대를 따라 간사이 지역의 5개 연맹에서 1개교가 된다. 가을의 메이지 진구 야구 대회에도 똑같이 적용됨.
- 1983년 - 전일본 대학 야구 선수권 대회의 간사이 지역의 출전권이 2개로 확대됨.
- 1987년 - 아이치 대학 야구 연맹과 대항전을 시작
- 1989년 - 전일본 대학 야구 선수권 대회 간사이 지역의 출전권이 3개로 확대됨.
- 1991년 - 전일본 대학 야구 선수권 대회 출전 교 증가에 따라 연맹의 단독 진출 결정.
- 1994년 - 간사이 지역 대학 야구 5리그 대항전을 시작함.
- 2005년 - 메이지 진구 야구 대회 지구 전형 개편에 따라 간사이 지구 대표 범위가 2개교로 늘어남.

## 가맹 대학
- 오사카 가쿠인 대학
- 오사카 경제 대학
- 오사카 상업 대학
- 교토 산업대학
- 고베 가쿠인 대학
- 류코쿠 대학